# Giovani Calciatori Legnanesi 1919-1920
Questa pagina raccoglie le informazioni riguardanti il Giovani Calciatori Legnanesi nelle competizioni ufficiali della stagione 1919-1920.

## Stagione
Questa fu la prima stagione disputata dalla compagine legnanese. In Promozione 1919-1920, all'epoca secondo livello del calcio italiano, si impose nel girone A lombardo arrivando prima a pari punti con la Pro Patria. In seguito arrivò ancora al primo posto, questa volta in solitaria, nel girone finale. Ciò permise alla società legnanese di essere promossa in Prima Categoria, all'epoca massimo livello del calcio italiano.

## Divise
| 1ª divisa |

## Organigramma societario
Area direttiva
- Presidente: Piero Lombardi

Area tecnica
- Allenatore: Commissione tecnica

## Rosa
| N. |                   | Ruolo | Calciatore        |
| -- | ----------------- | ----- | ----------------- |
|    | Italia (bandiera) | P     | Rosalindo Salerio |
|    | Italia (bandiera) | P     | Carlo Tajè        |
|    | Italia (bandiera) | D     | Antonio Cecchetti |
|    | Italia (bandiera) | D     | Farioli           |
|    | Italia (bandiera) | D     | Elio Pagani       |
|    | Italia (bandiera) | D     | Guglielmo Colombo |
|    | Italia (bandiera) | D     | Vincenzo Caccia   |
|    | Italia (bandiera) | D     | Attilio Massironi |
|    | Italia (bandiera) | C     | Luigi Allemandi   |
|    | Italia (bandiera) | C     | Guido Castoldi    |
|    | Italia (bandiera) | C     | Massimo Comerio   |

| N. |                   | Ruolo | Calciatore        |
| -- | ----------------- | ----- | ----------------- |
|    | Italia (bandiera) | C     | Ferrari           |
|    | Italia (bandiera) | C     | Pietro Lorenzini  |
|    | Italia (bandiera) | C     | Pio Mara          |
|    | Italia (bandiera) | C     | Luigi Olivati     |
|    | Italia (bandiera) | C     | V. Tacchini       |
|    | Italia (bandiera) | C     | Domenico Varischi |
|    | Italia (bandiera) | A     | Giuseppe Maino    |
|    | Italia (bandiera) | A     | Battista Colombo  |
|    | Italia (bandiera) | A     | Galli             |

## Risultati

### Sezione lombarda - girone A

#### Girone d'andata
I Giovani Calciatori Legnanesi riposano alla 1ª giornata il 30 novembre 1919.
| Arbitro: | Butti |

|   |           |   |
| ? | Marcatori | ? |

| Arbitro: | Cerri (Milano) |

|   |           |   |
| ? | Marcatori | ? |

| Arbitro: | Tradico (Milano) |

|                           |           |                       |
| Crosta II 55’ Bottini 80’ | Marcatori | 5’ Olivati 87’ Caccia |

| Legnano 9 novembre 1919 5ª giornata | Legnanesi         | 2 – 0 | Gallaratese | Campo di via Lodi\| Arbitro: \| Bellandi (Milano) \| |
| Arbitro:                            | Bellandi (Milano) |       |             |                                                      |

#### Girone di ritorno
I Giovani Calciatori Legnanesi riposano alla 1ª giornata il 4 gennaio 1920.
| Arbitro: | Tradico (Milano) |

|   |           |  |
| ? | Marcatori |  |

| Arbitro: | Fiorentini (?) |

|   |           |   |
| ? | Marcatori | ? |

| Arbitro: | Piazza (Milano) |

|                                        |           |                             |
| Galli 15’ (rig.) Bevilacqua 86’ (aut.) | Marcatori | 38’ Bevilacqua 65’ Crosta I |

| Gallarate 1º febbraio 1920 10ª giornata | Gallaratese       | 0 – 2 | Legnanesi | \| Arbitro: \| Brugola (Lissone) \| |
| Arbitro:                                | Brugola (Lissone) |       |           |                                     |

### Girone finale lombardo

#### Girone d'andata
| Arbitro: | Grossi (Milano) |

|  |           |            |
|  | Marcatori | 30’ Caccia |

| Arbitro: | Guiot (Milano) |

|   |           |   |
| ? | Marcatori | ? |

| Arbitro: | Guiot (Milano) |

|                              |           |                                    |
| Caccia 46’ Allemandi 53’ 58’ | Marcatori | 80’ (aut.) G. Colombo 87’ Cattaneo |

| Arbitro: | Guiot (Milano) |

|   |           |   |
| ? | Marcatori | ? |

| Legnano 4 aprile 1920 5ª giornata   | Legnanesi | 2 – 0 | Casteggio | Campo di via Lodi |
| \| \| \| \| \| ? \| Marcatori \| \| |           |       |           |                   |
|                                     |           |       |           |                   |
| ?                                   | Marcatori |       |           |                   |

#### Girone di ritorno
| Arbitro: | Livraghi (Milano) |

|                    |           |              |
| G. Colombo 5’, 35’ | Marcatori | 71’ Ottolini |

| Arbitro: | Grossi (Milano) |

|   |           |   |
| ? | Marcatori | ? |

| Arbitro: | Sessa (Milano) |

|              |           |  |
| Radaelli 80’ | Marcatori |  |

| Arbitro: | Sessa (Milano) |

|       |           |   |
| ? ? ? | Marcatori | ? |

| Arbitro: | Sessa (Milano) |

|   |           |   |
| ? | Marcatori | ? |

## Statistiche

### Statistiche di squadra
| Competizione               | Punti | Totale | Totale | Totale | Totale | Totale | Totale | DR  |
| Competizione               | Punti | G      | V      | N      | P      | Gf     | Gs     | DR  |
| -------------------------- | ----- | ------ | ------ | ------ | ------ | ------ | ------ | --- |
| Promozione (girone A)      | 12    | 8      | 5      | 2      | 1      | 17     | 9      | +8  |
| Promozione (girone finale) | 18    | 10     | 9      | 0      | 1      | 25     | 12     | +13 |

### Statistiche dei giocatori
| Giocatore    | Promozione | Promozione |
| Giocatore    | Presenze   | Reti       |
| ------------ | ---------- | ---------- |
| L. Allemandi | ?          | ?          |
| Caccia       | ?          | ?          |
| Castoldi     | ?          | ?          |
| Cecchetti    | ?          | ?          |
| B. Colombo   | ?          | ?          |
| G. Colombo   | ?          | ?          |
| Ferrari      | ?          | ?          |
| Galli        | ?          | ?          |
| Lorenzini    | ?          | ?          |
| Maino        | ?          | ?          |
| Mara         | ?          | ?          |
| Massironi    | ?          | ?          |
| Olivati      | ?          | ?          |
| Pagani       | ?          | ?          |
| R. Salerio   | ?          | ?          |
| Tacchini     | ?          | ?          |
| C. Tajè      | ?          | ?          |